# Jekaterina Iwanowna Glasyrina
Jekaterina Iwanowna Glasyrina (russisch Екатерина Ивановна Глазырина; englisch Ekaterina Glazyrina; * 22. April 1987 in Tschaikowski) ist eine russische Biathletin.

## Werdegang
Jekaterina Glasyrina nahm erstmals 2007 an einem Großereignis im Biathlon teil, den Junioren-Europameisterschaften. In Bansko wurde sie in einem Rennen eingesetzt, im Einzel lief sie auf den 15. Platz. Im folgenden Jahr startete sie bei der Junioren-EM in Nové Město na Moravě und wurde dort 12. im Einzel sowie Fünfte im Sprint und in der Verfolgung. 2010 nahm Glasyrina an den Biathlon-Europameisterschaften in Otepää teil und erreichte die Ränge fünf im Einzel, sechzehn im Sprint und zehn im Verfolgungsrennen. Mit Olga Wiluchina, Jekaterina Jurlowa und Jekaterina Schumilowa gewann die Russin im Staffelwettbewerb die Bronzemedaille hinter den Vertretungen aus Deutschland und der Ukraine. Danach lief sie ihre ersten Rennen im IBU-Cup 2009/10. Schon im ersten Rennen, einem Sprint in Pokljuka, erreichte sie mit Rang zwei ein Podiumsresultat. Zur Saison 2010/11 rückte Glasyrina ins Nationalteam Russlands auf. In Presque Isle gab sie ihr Debüt im Weltcup und gewann als 39. im Sprintrennen sogleich erste Weltcuppunkte. Wenige Tage später in Fort Kent wurde Jekaterina Glasyrina im Sprint zunächst 19. und steigerte sich im Verfolgungsrennen auf Rang 9 und damit zum ersten Mal in die Top Ten. Den ersten Podestplatz im Weltcup erlief sich Jekaterina Glasyrina zum Auftakt des Weltcups 2012/2013 in Östersund. Im Einzelrennen wurde sie Dritte.
National gewann Glasyrina bei den Russischen Meisterschaften im Biathlon 2009 in Uwat gemeinsam mit Jekaterina Krylatkowa, Ljubow Petrowa und Natalja Sokolowa mit der Staffel die Bronzemedaille.
Nach Auffälligkeiten in diversen Dopingproben wurde Glasyrina am 10. Februar 2017 im Vorfeld der Biathlon-Weltmeisterschaften 2017 in Hochfilzen zunächst provisorisch gesperrt. Am 4. Mai 2018 verhängte die IBU eine zum 24. April 2018 rückdatierte zweijährige Sperre und strich alle Ergebnisse Glasyrinas seit dem 19. Dezember 2013. Zudem wurden alle gewonnenen Medaillen, Preise und Prämien aberkannt. Nachdem sie zunächst Einspruch vor dem Internationalen Sportgerichtshof (CAS) eingelegt hatte, zog sie diesen zurück, womit die Sperre rechtsgültig wurde.
Glasyrina studiert an der Staatlichen Universität für Sport und Körperkultur des Ural (russisch Уральский государственный университет физической культуры, Uralski gossudarstwenny uniwersitet fisitscheskoi kultury) in Jekaterinburg.

## Biathlon-Weltcup-Platzierungen
Die Tabelle zeigt alle Platzierungen (je nach Austragungsjahr einschließlich Olympische Spiele und Weltmeisterschaften).
- 1.–3. Platz: Anzahl der Podiumsplatzierungen
- Top 10: Anzahl der Platzierungen unter den ersten zehn (einschließlich Podium)
- Punkteränge: Anzahl der Platzierungen innerhalb der Punkteränge (einschließlich Podium und Top 10)
- Starts: Anzahl gelaufener Rennen in der jeweiligen Disziplin

| Platzierung          | Einzel | Sprint | Verfolgung | Massenstart | Staffel | Gesamt |
| -------------------- | ------ | ------ | ---------- | ----------- | ------- | ------ |
| 1. Platz             |        |        |            |             |         |        |
| 2. Platz             |        |        | 1          |             | 2       | 3      |
| 3. Platz             | 1      |        |            |             | 3       | 4      |
| Top 10               | 4      | 3      | 6          | 1           | 10      | 24     |
| Punkteränge          | 5      | 19     | 21         | 11          | 10      | 66     |
| Starts               | 7      | 27     | 21         | 11          | 10      | 76     |
| Stand: 22. März 2015 |        |        |            |             |         |        |

## Einzelbelege
1. ↑  Biathletin Glazyrina für zwei Jahre gesperrt
2. ↑  IBU Verdict against Ekaterina Glazyrina Now Legally Binding (englisch)

| Personendaten    | Personendaten                                                             |
| ---------------- | ------------------------------------------------------------------------- |
| NAME             | Glasyrina, Jekaterina Iwanowna                                            |
| ALTERNATIVNAMEN  | Глазырина, Екатерина Ивановна (russisch); Glazyrina, Ekaterina (englisch) |
| KURZBESCHREIBUNG | russische Biathletin                                                      |
| GEBURTSDATUM     | 22. April 1987                                                            |
| GEBURTSORT       | Tschaikowski, Oblast Perm, Russische SFSR, Sowjetunion                    |